# Grand Marnier
Grand Marnier (pronunție în franceză [ɡʁɑ̃ maʁnje]) Cordon Rouge este un lichior cu aromă de portocale creat în 1880 de către Alexandre Marnier-Lapostolle. El este fabricat dintr-un amestec de coniac, esență distilată de portocale amare și zahăr. Grand Marnier Cordon Rouge are o concentrație de 40% alcool (tărie alcoolică 70 în Marea Britanie, 80 în SUA). În afară de Cordon Rouge, linia de producție Grand Marnier include și alte lichioruri, dintre care cele mai multe pot fi consumate simplu ca întăritor sau digestiv și poate fi folosit în amestecuri de băuturi și deserturi. În Franța acest mod de utilizare este cel mai popular, mai ales cu Crêpes Suzette și cu „crêpes au Grand Marnier”. César Ritz (1850-1918), potrivit surselor, este autorul numelui „Grand Marnier” (declamând «Grand Marnier, un grand nom pour une grande liqueur!»), iar Marnier-Lapostolle l-a ajutat, în schimb, să cumpere și să fondeze Hotelul Ritz din Paris. La 15 martie 2016, Campari Group a anunțat lansarea unei oferte prietenoase de preluare pentru Société des Produits Marnier Lapostolle S.A., proprietarul mărcii Grand Marnier.

## Varietăți

### Cordon Rouge
Cordon Rouge sau „Red Ribbon” este un lichior pe bază de coniac cu aromă de portocale și lichiorul original Grand Marnier creat în 1880 de către Alexandre Marnier-Lapostolle. Este consumat simplu și este, de asemenea, utilizat în amestecuri de băuturi și deserturi.

#### Premii
- Medalia de aur la World Spirits Competition din San Francisco 2001
- recomandare 4 stele din partea F. Paul Pacult’s Kindred Spirits, the Spirit Journal Guide

### Cordon Jaune
Cordon Jaune sau „Yellow Ribbon” Grand Marnier este vândut doar în unele țări europene și în unele aeroporturi internaționale majore. Cordon Jaune este un lichior Curaçao triplu-sec, care este fabricat cu alcool din cereale în loc de coniac. El nu seamănă cu Cordon Rouge sau cu alte lichioruri pe bază de coniac cu aromă de portocale ca alte lichioruri Curaçao triplu-seci de calitate superioară precum originalul Cointreau sau Gabriel Boudier Curaçao triplu-sec.

### Cuvée du Centenaire
Cuvée du Centenaire („Ediția centenară”) a fost lansat inițial în cantități limitate în 1927 pentru a comemora 100 de ani de la producerea acestei mărci. El este fabricat din coniacuri fine vechi de până la 25 de ani și este consumat simplu. Este mai scump, costând aproximativ 145 dolari o sticlă.

#### Premii
- recomandare 5 stele din partea F. Paul Pacult’s Kindred Spirits, the Spirit Journal Guide
- Dublă medalie de aur la San Francisco World Spirits Competition 2001
- Medalia de aur la San Francisco World Spirits Competition 2007

### Cuvée Spéciale Cent Cinquantenaire
Grand Marnier 150, denumit tehnic Cuvée Spéciale Cent Cinquantenaire („Ediția specială de 150 de ani”), a fost premiat cu Medalia de Aur la Salon des Arts Ménagers din 1983 de la Bruxelles și este cel mai fin tip de Grand Marnier. A fost premiat, de asemenea, cu Dubla Medalie de Aur la San Francisco World Spirits Competition în 2007. El este fabricat din coniacuri vechi de până la 50 de ani sigilat în sticle mate confecționate manual cu decorațiuni Art Nouveau pictate manual. La aproximativ 220 de dolari pentru o sticlă, a fost anterior comercializat sub sloganul „Greu de găsit, imposibil de pronunțat și prohibitiv de scump”.

#### Premii
- „Cea mai bună dintre cele mai bune” spirtoase în Robb Report
- recomandare 5 stele din partea F. Paul Pacult’s Kindred Spirits, the Spirit Journal Guide
- „Cel mai bun lichior” la San Francisco World Spirits Competition 2001
- Dublă medalie de aur la San Francisco World Spirits Competition 2007

### Cuvée Louis-Alexandre Marnier-Lapostolle
Cuvée Louis-Alexandre Marnier-Lapostolle este o selecție specială de coniacuri obținute în cele mai cunoscute districte (Grande Champagne, Petite Champagne, Borderies, Fins Bois si Bons Bois) și învechite în butoaie de stejar. El este disponibil numai în magazinele duty-free din Canada și Franța și în magazinele de băuturi alcoolice din Quebec, Canada și Olanda.

## Utilizare în alimentație
Grand Marnier este utilizat în mai multe tipuri de produse de patiserie, cum ar fi crema de lichior. El poate fi, de asemenea, utilizat în desertul franțuzesc de Crăciun cunoscut sub numele de Bûche de Noël. Este frecvent utilizat în rețetele de sos de afine, deoarece dulceața sa poate fi un element de contrast în comparație cu amărăciunea afinelor. De asemenea, este un ingredient pentru prepararea unor feluri de mâncare flambate cum ar fi Crêpes Suzette, sufleul Grand Marnier și cremă de zahăr ars. Poate fi, de asemenea, utilizat în sosul pentru Canard à l'Orange (rață prăjită cu portocale). El poate fi pur și simplu stropit peste înghețata de vanilie sau utilizat, de asemenea, în unele rețete de prăjituri în loc de coniac.

## Cocktailuri
Grand Marnier poate fi folosit în diferite cocktailuri precum Cosmopolitan, Margarita, Sangria, Sidecar, Dirty Harry, Grand Mimosa, B-52, Grand Marnier Smash, The Grand Smash, The Smash Marnier, The Bloody Smash, The Maced Marnier, The Ace Marnier Smash, Frosty Smash, The Smace, The Grand Hound, The Blood Pug, The Clarke, The Nogley și Grand Marnier Fireball.